# Marathon aux Jeux olympiques de 1912
Pour un article plus général, voir Athlétisme aux Jeux olympiques d'été de 1912.
Navigation
Londres 1908 Anvers 1920
L'épreuve du marathon aux Jeux olympiques de 1912 s'est déroulée le 14 juillet 1912 à Stockholm, en Suède. Elle est remportée par le Sud-africain Ken McArthur.

## Résultats
| Rang               | Athlète                       | Temps             | Notes |
| ------------------ | ----------------------------- | ----------------- | ----- |
| Médaille d'or      | Ken McArthur (RSA)            | 2 h 36 min 54 s 8 | OR    |
| Médaille d'argent  | Christian Gitsham (RSA)       | 2 h 37 min 52 s 0 |       |
| Médaille de bronze | Gaston Strobino (USA)         | 2 h 38 min 42 s 4 |       |
| 4                  | Andrew Sockalexis (USA)       | 2 h 42 min 07 s 9 |       |
| 5                  | James Duffy (CAN)             | 2 h 42 min 18 s 8 |       |
| 6                  | Sigfrid Jacobsson (SWE)       | 2 h 43 min 24 s 9 |       |
| 7                  | John Gallagher (USA)          | 2 h 44 min 19 s 4 |       |
| 8                  | Joseph Erxleben (USA)         | 2 h 45 min 47 s 2 |       |
| 9                  | Richard Piggott (USA)         | 2 h 46 min 40 s 7 |       |
| 10                 | Joseph Forshaw (USA)          | 2 h 49 min 49 s 4 |       |
| 11                 | Édouard Fabre (CAN)           | 2 h 50 min 36 s 2 |       |
| 12                 | Clarence DeMar (USA)          | 2 h 50 min 46 s 6 |       |
| 13                 | Renon Boissière (FRA)         | 2 h 51 min 06 s 6 |       |
| 14                 | Henry Green (GBR)             | 2 h 52 min 11 s 4 |       |
| 15                 | William Forsyth (CAN)         | 2 h 52 min 23 s 0 |       |
| 16                 | Lewis Tewanima (USA)          | 2 h 52 min 41 s 4 |       |
| 17                 | Harry Smith (USA)             | 2 h 52 min 53 s 8 |       |
| 18                 | Thomas Lilley (USA)           | 2 h 59 min 35 s 4 |       |
| 19                 | Arthur Townsend (GBR)         | 3 h 00 min 05 s 0 |       |
| 20                 | Felix Kwieton (AUT)           | 3 h 00 min 48 s 0 |       |
| 21                 | Frederick Lord (GBR)          | 3 h 01 min 39 s 2 |       |
| 22                 | Jacob Westberg (SWE)          | 3 h 02 min 05 s 2 |       |
| 23                 | Axel Simonsen (NOR)           | 3 h 04 min 59 s 4 |       |
| 24                 | Carl Andersson (SWE)          | 3 h 06 min 13 s 0 |       |
| 25                 | Edgar Lloyd (GBR)             | 3 h 09 min 25 s 0 |       |
| 26                 | Iraklis Sakellaropoulos (GRE) | 3 h 11 min 37 s 0 |       |
| 27                 | Hjalmar Dahlberg (SWE)        | 3 h 13 min 32 s 2 |       |
| 28                 | Ivar Lundberg (SWE)           | 3 h 16 min 35 s 2 |       |
| 29                 | Johannes Christensen (DEN)    | 3 h 21 min 57 s 4 |       |
| 30                 | Olaf Lodal (DEN)              | 3 h 21 min 57 s 6 |       |
| 31                 | Ödön Kárpáti (HUN)            | 3 h 25 min 21 s 6 |       |
| 32                 | Calle Nilsson (SWE)           | 3 h 26 min 56 s 4 |       |
| 33                 | Emmerich Rath (AUT)           | 3 h 27 min 03 s 8 |       |
| 34                 | Otto Osen (NOR)               | 3 h 36 min 35 s 2 |       |
| 35                 | Elmar Reimann (RUS)           | Unknown           |       |
| —                  | Alexis Ahlgren (SWE)          | DNF               |       |
| —                  | Henry Barrett (GBR)           | DNF               |       |
| —                  | James Beale (GBR)             | DNF               |       |
| —                  | Thure Bergvall (SWE)          | DNF               |       |
| —                  | James Corkery (CAN)           | DNF               |       |
| —                  | Oscar Fonbæk (NOR)            | DNF               |       |
| —                  | Septimus Francom (GBR)        | DNF               |       |
| —                  | William Grüner (SWE)          | DNF               |       |
| —                  | David Guttman (SWE)           | DNF               |       |
| —                  | Karl Hack (AUT)               | DNF               |       |
| —                  | Bohumil Honzátko (BOH)        | DNF               |       |
| —                  | Aarne Kallberg (FIN)          | DNF               |       |
| —                  | Shizō Kanakuri (JPN)          | DNF               |       |
| —                  | Andrejs Kapmals (RUS)         | DNF               |       |
| —                  | Tim Kellaway (GBR)            | DNF               |       |
| —                  | Tatu Kolehmainen (FIN)        | DNF               |       |
| —                  | Andrejs Krūkliņš (RUS)        | DNF               |       |
| —                  | Francisco Lázaro (POR)        | DNF               |       |
| —                  | Ivan Lönnberg (SWE)           | DNF               |       |
| —                  | Louis Pautex (FRA)            | DNF               |       |
| —                  | Vladimír Penc (BOH)           | DNF               |       |
| —                  | Stuart Poulter (ANZ)          | DNF               |       |
| —                  | Nikolajs Rasso (RUS)          | DNF               |       |
| —                  | John Reynolds (USA)           | DNF               |       |
| —                  | Henrik Ripszám (HUN)          | DNF               |       |
| —                  | Francesco Ruggero (ITA)       | DNF               |       |
| —                  | Michael J. Ryan (USA)         | DNF               |       |
| —                  | František Slavík (BOH)        | DNF               |       |
| —                  | Carlo Speroni (ITA)           | DNF               |       |
| —                  | Arthur St. Norman (RSA)       | DNF               |       |
| —                  | Dragutin Tomašević (SRB)      | DNF               |       |
| —                  | Gustaf Törnros (SWE)          | DNF               |       |
| —                  | Aleksandrs Upmals (RUS)       | DNF               |       |
| —                  | Ben Allel (FRA)               | DNS               |       |
| —                  | Jean Capelle (FRA)            | DNS               |       |
| —                  | Mathias de Carvalho (POR)     | DNS               |       |
| —                  | Nino Cazzaniga (ITA)          | DNS               |       |
| —                  | Orlando Cesaroni (ITA)        | DNS               |       |
| —                  | Nikolay Khorkov (RUS)         | DNS               |       |
| —                  | Paul Coulond (FRA)            | DNS               |       |
| —                  | Charles Davenport (GBR)       | DNS               |       |
| —                  | George Day (GBR)              | DNS               |       |
| —                  | Alex Decoteau (CAN)           | DNS               |       |
| —                  | Ahmed Djebelia (FRA)          | DNS               |       |
| —                  | George Goulding (CAN)         | DNS               |       |
| —                  | Gaston Heuet (FRA)            | DNS               |       |
| —                  | Joseph Keeper (CAN)           | DNS               |       |
| —                  | Alexandre Kracheninin (RUS)   | DNS               |       |
| —                  | Jean Lespielle (FRA)          | DNS               |       |
| —                  | Henry Lewis (GBR)             | DNS               |       |
| —                  | Henry Lorgnat (FRA)           | DNS               |       |
| —                  | Edmond Neyrinck (FRA)         | DNS               |       |
| —                  | Mikhail Nikolsky (RUS)        | DNS               |       |
| —                  | Alfred Nilsen (NOR)           | DNS               |       |
| —                  | Ole Olsen (NOR)               | DNS               |       |
| —                  | Jacob Pedersen (NOR)          | DNS               |       |
| —                  | Samuel Raynes (GBR)           | DNS               |       |
| —                  | Leonard Richardson (RSA)      | DNS               |       |
| —                  | Joseph Zaitsev (RUS)          | DNS               |       |
| —                  | Alphonso Sanchez (CHI)        | DNS               |       |
| —                  | John Tait (CAN)               | DNS               |       |
| —                  | Živko Vastić (SRB)            | DNS               |       |
| —                  | René Wilde (RUS)              | DNS               |       |

### Légende
Records et Performances
- AR : Record continental (area record)
- CR : Record des championnats (championship record)
- MR : Record du meeting (meet record)
- NR : Record national (national record)
- OR : Record olympique (olympic record)
- PR : Record paralympique (paralympic record)
- PB : Record personnel (personal best)
- SB : Meilleure performance personnelle de la saison (season's best)
- WL : Meilleure performance mondiale de l'année (world leader)
- WJR : Record du monde junior (world junior record)
- WR : Record du monde (world record)

Circonstances et Conditions
- DNF : N'a pas terminé (did not finish)
- DNS : N'a pas pris le départ (did not start)
- DQ : Disqualification (disqualification)
- NM : Aucun essai valable enregistré (No Mark)
- Q : Qualifié « directement » au prochain tour (ou à la prochaine compétition), lors d'une compétition majeure, grâce au classement ou à la réalisation des minima (automatic qualifier)
- q : Qualifié au prochain tour (ou à la prochaine compétition), lors d'une compétition majeure, grâce au repêchage ou à la réalisation de l'une des meilleures performances parmi celles des « non qualifiés directement » (grâce au meilleur temps ou à la meilleure distance par exemple) (secondary qualifier)